# 科恩海崖
80°15′S 158°30′E / 80.250°S 158.500°E
科恩海崖（英語：Cohn Bluff）是南極洲的海崖，位於奧次地，處於揚西冰川終點南面，屬於不列顛嶺的一部分，海拔高度400米，現時由南極條約體系管理。